# Llera
Llera è un comune spagnolo situato nella comunità autonoma dell'Estremadura.